# Plochingen
Plochingen è un comune tedesco di 14 551 abitanti, situato nel land del Baden-Württemberg.
È capolinea della linea S1 della S-Bahn di Stoccarda.